# Otus fuliginosus
Mocho-d'orelhas-de-palawan ou mocho-de-orelhas-de-palauã (Otus fuliginosus) é uma espécie de ave estrigiforme pertencente à família Strigidae.